# Indianapolis 500 1997
Das vom 25. bis 27. Mai 1997 ausgetragene 81. Indianapolis 500-Rennen war das zweite Indy 500 unter der Regie der Indy Racing League (IRL). Es wurde, wie schon das Rennen 1990, vom Niederländer Arie Luyendyk gewonnen. Es war das fünfte Rennen der Indy Racing League Saison 1996/97.

## Bericht
Das Rennen war aufgrund diverser durch die Trennung von der Indy Car World Series und der IRL bedingten Problemen als Tiefpunkt der Geschichte. Die IRL hatte eine neue Regel eingeführt, wonach die 25 bestplatzierten Teams der vorherigen IRL-Saison automatisch für das Rennen qualifiziert waren, sofern sie eine noch zu definierende Mindestgeschwindigkeit erreichten. Damit wären lediglich acht Plätze für die meist sehr zahlreichen Gaststarter übrig geblieben – zudem die IRL ohnehin kein festes Starterfeld hatte. Zwei Teams verzichteten auf dieses Startrecht, jedoch blieb das Problem, dass diverse Autos schneller waren als diese sicher qualifizierten Autos – dabei warb man doch mit den schnellsten 33 Autos. Nach der eigentlichen Qualifikation waren nun Lyn St. James und Johnny Unser nicht qualifiziert, obgleich sie bei weitem nicht die langsamsten Fahrer im Feld waren. Also definierte man die Regel kurzfristig um, so dass nun die schnellsten 33 und die 25 IRL-Stammteams qualifiziert waren. Zum ersten Mal seit 1979 (damals wegen ähnlichen Schwierigkeiten) und zum zweiten Mal seit 1933 waren nun mehr als 33 Autos für das Rennen qualifiziert.
Diese 35 Fahrer vereinten auf sich eine durchschnittliche Erfahrung von gerade einmal zwei Indy-500-Starts; ein Wert, der nach Abzug der vier erfahrensten Starter (Arie Luyendyk und Roberto Guerrero hatten zuvor je zwölf; Scott Goodyear und Eddie Cheever je sechs Starts) auf kaum mehr als ein Rennen sank. Keiner der 11 Rookies hatte sich vorher in irgendeiner bedeutenden Serie einen Namen gemacht; insbesondere kam kein einziger Fahrer aus der konkurrierenden CART-Serie.
Nach den Regeln sorgte das Wetter für die nächsten Probleme. Am Rennsonntag konnte wegen Regens nicht gefahren werden (auf einem Oval ist der Einsatz von Regenreifen aus Sicherheitsgründen nicht möglich) und am Montag kam man auch nur bis zur Runde 15, bis es wiederum regnete. Bereits vor dem Rennstart in den Aufwärmrunden hatte sich die komplette fünfte Startreihe durch einen Unfall eliminiert, darunter Kenny Bräck, der das Rennen zwei Jahre später gewinnen sollte. Zwei weitere Fahren gaben vor dem Start mit technischen Problemen auf und bei Claude Bourbonnais, der 1997 seinen einzigen Indy-500-Start hatte, war nach 10 Runden der Motor geplatzt. Somit war das Feld für den Neustart bereits auf 29 Autos geschrumpft.
Zunächst hatte man diesen für den folgenden Samstag erwartet, da unter der Woche kaum Zuschauer kommen würden. Eine ähnliche Regelung gab es bereits 1986, als ebenfalls der Sonntag und der Montag verregnet war. Doch man entschied sich für einen Start am Dienstag, an dem das Rennen nun tatsächlich stattfinden konnte, wobei es letzten Endes bis zur Runde 28 dauerte, bis man tatsächlich mehr als eine Runde am Stück Gas geben konnte, davor gab es zwei Aufwärmrunden und zwei längere Gelbphasen.
Für völlige Verwirrung sorgte dann das Rennende. Eingangs der 199. Runde kollidierte Tony Stewart leicht mit der Außenmauer und verbog sich dabei die Aufhängung. Das Rennen wurde (wie in einem solchen Falle üblich) neutralisiert, was normalerweise das Rennende bedeutet hätte. Doch für die 200. und letzte Runde wurde das Rennen ohne jede Vorwarnung wieder freigegeben. Auch die Streckentechnik war offensichtlich überfordert, denn es dauerte fast die halbe Runde, bis auch die Warnlampen rund um die Strecke erloschen waren. Folglich behielt Arie Luyendyk die erst vor wenigen Runden erlangte Führung und gewann so sein zweites Indy 500.

## Klassifikationen

### Endergebnis
| Pos. | Nr. | Fahrer                 | Team                   | Chassis | Motor      | R. | Runden | Zeit/Rückstand | Startplatz | Führungsrunden | Punkte |
| ---- | --- | ---------------------- | ---------------------- | ------- | ---------- | -- | ------ | -------------- | ---------- | -------------- | ------ |
| 1    | 5   | Arie Luyendyk (W)      | Treadway Racing        | G-Force | Oldsmobile | F  | 200    | 3:25:43,388 h  | 1          | 61             | 37     |
| 2    | 6   | Scott Goodyear         | Treadway Racing        | G-Force | Oldsmobile | F  | 200    | 0,570 s        | 5          | 2              | 33     |
| 3    | 52  | Jeff Ward (R)          | Team Cheever           | G-Force | Oldsmobile | G  | 200    | 4,081 s        | 7          | 49             | 32     |
| 4    | 91  | Buddy Lazier (W)       | Hemelgarn Racing       | Dallara | Oldsmobile | F  | 200    | 10,330 s       | 10         | 7              | 31     |
| 5    | 2   | Tony Stewart           | Team Menard            | G-Force | Oldsmobile | F  | 200    | 28,613 s       | 2          | 64             | 31     |
| 6    | 14  | Davey Hamilton         | A. J. Foyt Enterprises | G-Force | Oldsmobile | G  | 199    | 1 Rd.          | 8          |                | 29     |
| 7    | 11  | Billy Boat (R)         | A. J. Foyt Enterprises | Dallara | Oldsmobile | G  | 199    | 1 Rd.          | 22         | 1              | 28     |
| 8    | 3   | Robbie Buhl            | Team Menard            | G-Force | Oldsmobile | F  | 199    | 1 Rd.          | 4          | 16             | 27     |
| 9    | 30  | Robbie Groff (R)       | McCormack Motorsports  | G-Force | Oldsmobile | G  | 197    | 3 Rd.          | 21         |                | 26     |
| 10   | 33  | Fermín Vélez           | Team Scandia           | Dallara | Oldsmobile | G  | 195    | 5 Rd.          | 29         |                | 25     |
| 11   | 12  | Buzz Calkins           | Bradley Motorsports    | G-Force | Oldsmobile | G  | 188    | Getriebe       | 16         |                | 24     |
| 12   | 10  | Mike Groff             | Byrd-Cunningham Racing | G-Force | Infiniti   | F  | 188    | 12 Rd.         | 18         |                | 23     |
| 13   | 90  | Lyn St. James          | Hemelgarn Racing       | Dallara | Infiniti   | F  | 186    | Unfall         | 34         |                | 22     |
| 14   | 44  | Steve Kinser (R)       | Sinden Racing Services | Dallara | Oldsmobile | G  | 185    | Unfall         | 20         |                | 21     |
| 15   | 54  | Dennis Vitolo          | Beck Motorsports       | Dallara | Infiniti   | F  | 173    | 27 Rd.         | 28         |                | 20     |
| 16   | 22  | Marco Greco            | Team Scandia           | Dallara | Oldsmobile | G  | 166    | Gearbox        | 27         |                | 19     |
| 17   | 8   | Vincenzo Sospiri (R)   | Team Scandia           | Dallara | Oldsmobile | G  | 163    | 37 Rd.         | 3          |                | 18     |
| 18   | 9   | Johnny Unser           | Hemelgarn Racing       | Dallara | Infiniti   | F  | 158    | Öldruck        | 35         |                | 17     |
| 19   | 18  | Tyce Carlson (R)       | PDM Racing             | Dallara | Oldsmobile | G  | 156    | Unfall         | 26         |                | 16     |
| 20   | 40  | Jack Miller (R)        | Arizona Motorsports    | Dallara | Infiniti   | F  | 131    | Unfall         | 17         |                | 15     |
| 21   | 1   | Paul Durant            | A. J. Foyt Enterprises | G-Force | Oldsmobile | G  | 111    | Unfall         | 33         |                | 14     |
| 22   | 50  | Billy Roe (R)          | EuroInternational      | Dallara | Oldsmobile | F  | 110    | Unfall         | 24         |                | 13     |
| 23   | 51  | Eddie Cheever          | Team Cheever           | G-Force | Oldsmobile | G  | 84     | Steuerkette    | 11         |                | 12     |
| 24   | 7   | Eliseo Salazar         | Team Scandia           | Dallara | Oldsmobile | G  | 70     | Unfall         | 9          |                | 11     |
| 25   | 97  | Greg Ray (R)           | Knapp Motorsports      | Dallara | Oldsmobile | F  | 48     | Kühlung        | 30         |                | 10     |
| 26   | 27  | Jim Guthrie            | Blueprint Racing       | Dallara | Oldsmobile | F  | 43     | Motor          | 6          |                | 9      |
| 27   | 21  | Roberto Guerrero       | Pagan Racing           | Dallara | Infiniti   | G  | 25     | Lenkung        | 19         |                | 8      |
| 28   | 28  | Mark Dismore           | Kelley Racing – PDM    | Dallara | Oldsmobile | G  | 24     | Unfall         | 25         |                | 7      |
| 29   | 42  | Robby Gordon           | Team SABCO             | G-Force | Oldsmobile | G  | 19     | Motor          | 12         |                | 6      |
| 30   | 72  | Claude Bourbonnais (R) | Blueprint Racing       | Dallara | Oldsmobile | F  | 9      | Motor          | 32         |                | 5      |
| 31   | 77  | Stéphan Grégoire       | Chastain Motorsports   | G-Force | Oldsmobile | G  | 0      | Unfall         | 13         |                | 4      |
| 32   | 17  | Affonso Giaffone (R)   | Chitwood Motorsports   | Dallara | Oldsmobile | G  | 0      | Unfall         | 14         |                | 3      |
| 33   | 4   | Kenny Bräck (R)        | Galles Racing          | G-Force | Oldsmobile | G  | 0      | Unfall         | 15         |                | 2      |
| 34   | 16  | Sam Schmidt (R)        | Blueprint Racing       | Dallara | Oldsmobile | F  | 0      | Motor          | 23         |                | 1      |
| 35   | 34  | Alessandro Zampedri    | Team Scandia           | Dallara | Oldsmobile | G  | 0      | Ölleck         | 31         |                | 1      |

(R) Rookie / (W) früherer Gewinner G Goodyear Reifen F Firestone Reifen / 12 Gelbphasen für insgesamt 56 Rd.

## Führungsrunden
| Fahrer         | Team                   | Anzahl |
| -------------- | ---------------------- | ------ |
| Tony Stewart   | Team Menard            | 64     |
| Arie Luyendyk  | Treadway Racing        | 61     |
| Jeff Ward      | Team Cheever           | 49     |
| Robbie Buhl    | Team Menard            | 16     |
| Buddy Lazier   | Hemelgarn Racing       | 7      |
| Scott Goodyear | Treadway Racing        | 2      |
| Billy Boat     | A. J. Foyt Enterprises | 1      |